# قاسم منصور آل كثير
قاسم منصور من مواليد 28 يناير 1987 في مدينة الأهواز هو صحافي من عرب الأهواز. بداء قاسم منصور مشواره الصحافي من جريدة همشهري الإيرانية. ثم انتقل لوكالة فارس الخبرية وحاز فيها للمرتبة الثانية بموضوع كتابة التقارير على مستوى إيران. في سنة 2013 حصل على درجة تقديرية من نقابة الصحفيين الإيرانيين. حاز في سنة 2014 على المرتبة الأولى في مهرجان المدينة والإعلام. عمل إيضا قاسم في مجال السيسيولوجيا وأشرف على مهرجان قرقيعان في الأهواز كما كان المشرف على ملف تسجيل موسيقي العلوانية كتراث غيرملموس في إيران.
عين آل كثير في 9 مارس/ آذار 2015 مستشارا للتراث الثقافي لمدير اقليم التراث الثقافي في اقليم خوزستان.

## نشاطاته فلكلوریة
كان قاسم منصور آل كثير مسئول ملف تسجيل موسيقی طور العلوانية العربي، في قائمة التراث الوطني في إيران حيث استطاع تسجيل هذا النمط من الموسيقی كتراثٍ لعرب الأهوازيين وذلك في الوقت الذي كان في حافة النسيان. قد ترجمت كتاباته في ثقافة العرب الأهوازيين بعدة لغات منها اللغة العربية، اللغة الإنجليزية  واللغة الفرنسية.
و كتبت جريدة الحياة (صحيفة) عنه: واستغرقت محاولات هذين الناشطين ما يقارب سنتين، بين إقناع المسؤولين بأن هذه الموسيقى هي من ضمن التراث الأصيل في البلد كما هي الحال بالنسبة إلى كثير من الأساليب الموسيقية لدى القوميات المختلفة في إيران، ومن أهم ركائز الثقافة الشعبية في المنطقة، وبين متابعات صحافية، وبحوث عن هذا الأسلوب الموسيقي ونشأته، وأهميته الثقافية والأنثروبولوجية.
و ایضا قد اشار دكتور عباس امام وهو من أعضاء الهیئة العلمية في جامعة الشهيد تشمران الأهواز في مصاحبة بالنسبة للمحققين الأهوازيين قائلا: قاسم منصور آل كثیر یعتبر من محققی الجيل الحدیث الذي قام بنظرة متجذرة وجامعية ومنورة لتبيين ودراسة مسائل العرب في إيران.
كما قد استطاع بقيادة فريق قرقيعان، إقامة هذه التقليدة المنسية بصورة شاملة حیث تم اجرائها في 12 مدینة من محافظة خوزستان. إن كتابات آل كثیر بالنسبة للفولكور العرب في إيران قد تم نشرها في الكتب الدراسية في مستوی الصف السادس الإعدادي وصف الثاني من المدرسة الثانوية.
قد نشرت منه مقابلات مع الدكتور ناصر فكوهي الذي یعتبر من علماء دراسة الأقوام الإيرانية. إن إحدی هذه اللقاءات تم طبعها في كتاب عنوانه «من الثقافة الی التنمية» لناصر فكوهي.
إنه أيضا من أعضاء موسسة «الأنثربولوجيا والثقافة» لجامعة طهران.

## جوائز
- المرتبة الأولى في مهرجان المدينة والإعلام- 1394
- المرتبة الأولى في مهرجان المدينة والإعلام- 1391
- المرتبة الثاني في مهرجان الإرشاد الاهواز -1394
- المرتبة الثالثة على مستوى إيران للقاء الإعلامي والتقرير-1392
- المرتبة الثانية على مستوى إيران لكتابة التقرير من وكالة فارس للأنباء-1392
- المرتبة الأولى في مهرجان المدينة والإعلام لكتابة التقرير- 1393
- وسام الشرف من نقابة الصحفيين في محافظة خوزستان-1392
- جائزة أفضل مصور في مهرجان دوربينت
- جائزة أفضل مصور في مهرجان وكالة خوزنيوز